# HMS Aboukir (1900)
HMS Aboukir – brytyjski krążownik pancerny typu Cressy.
Zwodowany 16 maja 1900 roku, wszedł do służby 3 kwietnia 1902 roku.
W czasie I wojny światowej służył w 7. Eskadrze Krążowników Morza Północnego,
28 sierpnia 1914 roku w siłach zabezpieczających w
bitwie pod Helgolandem.
Zatopiony 22 września 1914 przez niemiecki okręt podwodny U-9, razem z bliźniaczymi krążownikami HMS "Cressy" i HMS "Hogue".